# Chaoyang, Peking
Chaoyang är ett stadsdistrikt i Pekings storstadsområde i Kina.  I distriktet är diplomatområdet Sanlitun beläget, där bland annat Sveriges ambassad i Peking finns.

## Administrativ indelning
Chaoyang är indelat i 24 stadsdelsdistrikt och 19 områden på sockennivå..
Stadsdelsdistrikt:

- Anzhen (安贞街道)
- Aoyuncun (奥运村街道)
- Balizhuang (八里庄街道)
- Chaowai (朝外街道)
- Datun (大屯街道)
- Peking (东湖街道)
- Fatou (垡头街道)
- Hepingjie (和平街街道)
- Hujialou (呼家楼街道)
- Jianwai (建外街道)
- Jinsong (劲松街道)
- Jiuxianqiao (酒仙桥街道)
- Liulitun (六里屯街道)
- Maizidian (麦子店街道)
- Panjiayuan (潘家园街道)
- Sanlitun (三里屯街道)
- Shoudu Jichang (首都机场街道) [a]
- Shuangjing (双井街道)
- Tuanjiehu (团结湖街道)
- Wangjing (望京街道)
- Xiangheyuan (香河园街道)
- Xiaoguan (小关街道)
- Yayuncun (亚运村街道)
- Zuojiazhuang (左家庄街道)

Socknar som benämns områden (地区): 

- Changying (常营地区)
- Cuigezhuang (崔各庄地区)
- Dongba (东坝地区)
- Dongfeng (东风地区)
- Dougezhuang (豆各庄地区)
- Gaobeidian (高碑店地区)
- Guanzhuang (管庄地区)
- Heizhuanghu (黑庄户地区)
- Jiangtai (将台地区)
- Jinzhan (金盏地区)
- Laiguangying (来广营地区)
- Nanmofang (南磨房地区)
- Pingfang (平房地区)
- Sanjianfang (三间房地区)
- Shibalidian (十八里店地区)
- Sunhe (孙河地区)
- Taiyanggong (太阳宫地区)
- Wangsiying (王四营地区)
- Xiaohongmen (小红门地区)

1. ↑  Shoudu Jichang är en exklav som ligger i distriktet Shunyi. Den består av terminal 1 och 2 på Pekings internationella flygplats. Terminal 3 ligger i Shunyi.